# Ward Blanton
Pour les articles homonymes, voir Blanton.
Ward Blanton est un philosophe américain basé à l'université du Kent au Royaume-Uni, spécialisé dans les études bibliques et la philosophie des religions,,,,,,.

## Biographie
Ward Blanton étudie à l'Université Yale où il obtient un doctorat avec la thèse Apocalyptic transmissions: images of early Christianity in the construction of modern critical identity en 2004 sous la supervision de Dale Martin. Il dirige également le doctorat de Fatima Tofighi.

## Ouvrages
- An Insurrectionist Manifesto: Four New Gospels for a Radical Politics, with Clayton Crockett, Jeffrey W. Robbins, and Noëlle Vahanian, Columbia University Press, 2016
- A Materialism for the Masses: Saint Paul and the Philosophy of Undying Life, Columbia University Press, 2014
- Displacing Christian Origins: Philosophy, Secularity, and the New Testament, University of Chicago Press, 2007
- Paul and the Philosophers, edited with Hent de Vries, Fordham University Press, 2013